# وحید عبدالرضا
وحید عبدالرضا (عربی: وحيد عبد الرضا؛ زادهٔ ۲۲ مهٔ ۱۹۸۳) بوکسور اهل عراق است. او در رده میان وزن مردان در بازی‌های المپیک تابستانی ۲۰۱۶ به نمایندگی از کشورش شرکت کرد.